# Gilgel Gibe III
Das Wasserkraftprojekt Gilgel Gibe III (benannt nach dem Fluss Gilgel Gibe) ist eine Talsperre am Fluss Omo in Äthiopien mit einem Wasserkraftwerk. Es steht ca. 290 km südwestlich von Addis Abeba und ist mit einem 243 m hohen Absperrbauwerk aus Walzbeton die höchste Talsperre Afrikas, mit einer Leistung von 1870 Megawatt (MW) das zweitgrößte in Äthiopien.
Im Oktober 2013 war das Projekt nach Angaben des Bauherrn zu 75 % fertiggestellt. Das Kraftwerk ging im Oktober 2015 mit den ersten Maschinen in Betrieb. Am 17. Dezember 2016 erfolgte nach neunjähriger Bauzeit die Einweihung des fertiggestellten Vorhabens.

## Omo-Ausbau

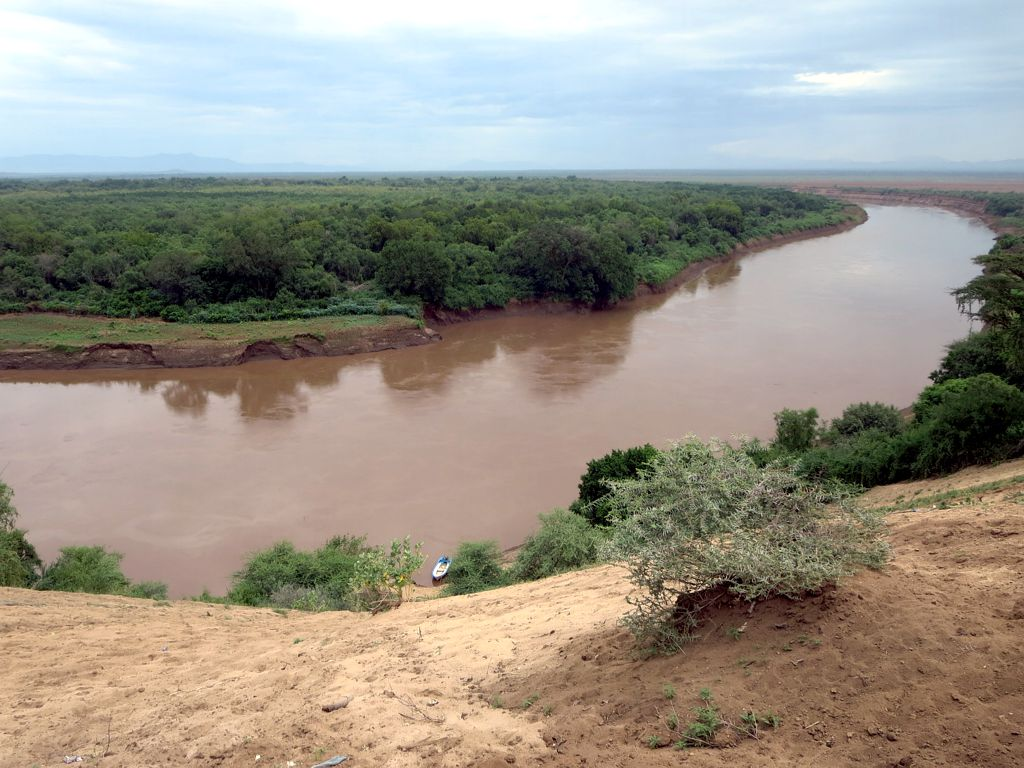
Am Oberlauf des Omo (2013)

Gibe III ist ein Teil des Omo-Ausbaus, der insgesamt fünf Stauanlagen umfasst: Gilgel Gibe I (184 MW) existieren bereits, Gilgel Gibe IV (Koysha Wasserkraftwerk mit 2200 MW) und V (560 MW) sind geplant. Betreiber ist die staatliche äthiopische Stromversorgungsgesellschaft Ethiopian Electric Power Corporation. Die Kosten des Projekts werden auf 1,55 Mrd. Euro bzw. 2 Mrd. Dollar geschätzt. Dazu kommen Kosten für die Stromtrassen in die Nachbarländer.
Die Bauarbeiten wurden 2006 an das Bauunternehmen Salini Impregilo aus Italien vergeben. Mit der Ingenieurplanung wurde das Studio Pietrangeli beauftragt, ELC Electroconsult – Coyne et Bellier (ELC-COB) mit der Bauüberwachung.

## Absperrbauwerk
Das Absperrbauwerk besteht aus einer Gewichtsstaumauer aus Walzbeton mit einer Höhe von 243 (bzw. 246) m über der Gründungssohle bzw. 223 m über dem Flussbett. Die Mauerkrone liegt auf einer Höhe von 896 m über dem Meeresspiegel. Die Länge der Mauerkrone beträgt 610 (bzw. 630) m. Das Volumen des Bauwerks liegt bei 6,114 Mio. m³.
Die Staumauer verfügt über eine Hochwasserentlastung, über die maximal 10.600 m³/s abgeleitet werden können; die Wahrscheinlichkeit für das Auftreten dieses Ereignisses wurde mit einmal in 10.000 Jahren bestimmt. Das geschätzte maximale Hochwasser liegt bei 18.000 m³/s.

## Stausee
Beim normalen Stauziel von 892 m erstreckt sich der Stausee über eine Fläche von rund 210 km² und fasst 14,7 Mrd. m³ Wasser – davon können 11,75 Mrd. m³ zur Stromerzeugung genutzt werden. Das Stauziel kann zwischen 892 und 800 m über dem Meeresspiegel schwanken, das maximale Stauziel beträgt 893 m.
Im Januar 2015 war mit dem Einstau begonnen worden, der im Oktober 2015 mit über 800 m ü. M. bereits so weit fortgeschritten war, dass das Kraftwerk vollständig operieren kann.

## Kraftwerk
Das Kraftwerk liegt am Fuß der Staumauer auf der linken Seite. Es verfügt über eine installierte Leistung von 1.870 MW. Die durchschnittliche Jahreserzeugung wird bei geschätzten 6,5 Mrd. kWh liegen. Die zehn Francis-Turbinen leisten jede maximal 187 MW und die zugehörigen Generatoren 220 MVA. In der Schaltanlage wird die Generatorspannung von 15 kV mittels Maschinentransformatoren auf 400 kV hochgespannt.

## Kosten
Das Bauprojekt soll rund umgerechnet 1,5 Milliarden Euro gekostet haben und wurde zu 60 Prozent von der China Exim-Bank finanziert.

## Nutzen und Nachteile
Die Talsperre dient als Wasserspeicher des angeschlossenen Wasserkraftwerkes und somit der Stromerzeugung. Es wird erwartet, dass die Hälfte des produzierten Stroms in Äthiopien genutzt wird und die andere Hälfte nach Kenia (500 MW), Sudan (200 MW) und Dschibuti (200 MW) exportiert werden wird. Da Äthiopien nach dem Human Development Index (HDI) als eines der ärmsten Länder der Welt eingestuft wird und auf internationale Hilfe angewiesen ist, erwartet das Land durch den Export von Strom eine zusätzliche Einnahmequelle.
Örtliche und internationale Organisationen erwarten negative Auswirkungen auf die Umwelt, vor allem auf den Omo-Nationalpark im Unterlauf und den Turkana-See, in den der Omo mündet, und kritisieren das Projekt. Satellitenbilder belegen jedoch, dass sich entgegen den Befürchtungen bisher keine negativen Auswirkungen zumindest auf den Wasserspiegel des Turkana-Sees eingestellt haben. Gegenüber 2014, dem letzten Jahr vor dem Beginn des Einstaus, zeigt sich der Wasserspiegel sogar leicht erhöht.
Eine Reihe von lokalen und internationalen Organisationen kritisiert zudem die Auswirkung des Damms auf den natürlichen Überflutungszyklus des Omo. Der Bau des Damms hat diesen Zyklus beendet und gefährdet somit die Lebensgrundlage von 200.000 Menschen in Äthiopien und weiteren 300.000 Menschen in Kenia. Die Organisation Survival International weist darauf hin, dass mindestens acht indigene Gruppen davon betroffen sind. Sie wurden nicht in die Planung des Projektes einbezogen, obwohl die äthiopische Verfassung besagt, dass „Menschen das volle Recht auf Konsultation und Meinungsäußerung bei der Planung und Durchführung von […] Projekten haben, die sie direkt betreffen werden“ (Artikel 92, Nr. 3). Infolge der Kritik an dem Projekt beteiligte die Europäische Investitionsbank (EIB) sich nicht an der Finanzierung des Baus von Gibe III.